# Flumet
Flumet è un comune francese di 797 abitanti situato nel dipartimento della Savoia della regione dell'Alvernia-Rodano-Alpi.
Il suo territorio comunale è bagnato dalle acque del fiume Arly.

## Storia

### Simboli
Sotto la dominazione dei Savoia lo stemma era: di rosso, alla chiave d'oro, l'ingegno all'insù.
Nel XVII secolo lo stemma del mandamento si presentava come: tre pali di rosso su oro.

## Società

### Evoluzione demografica
Abitanti censiti